# همسان (مجموعه تلویزیونی)
همسان (به اسپانیایی: El clon) یک مجموعه تلویزیونی ملودرام اسپانیایی زبان است که توسط شبکه تلویزیونی آمریکایی تلموندو و شبکه ریدو گلوبو تولید شده‌است. این مجموعه تلویزیونی از روی یک مجموعه تلویزیونی برزیلی بنام او کلون ساخته شده‌است؛ که اولین بار در سال ۲۰۰۱ از شبکه رده گلوبو پخش شد و پس از آن در سال ۲۰۰۲ از شبکه تلموندو پخش شد. این مجموعه تلویزیونی با هنرمندی بازیگرانی همچون موریسیو اوچمن و ساندرا اچوریا به موضوع‌هایی همچون قاچاق مخدر، شبیه‌سازی انسان و همسان سازی انسان و دین اسلام می‌پردازد.

## خلاصه داستان
این مجموعه تلویزیونی ملودرام یک داستان مثلث عشقی را نمایش می‌دهد که در آن لوکاس، یک قهرمان خوش تیپ و خوش چهره با نسخه همسان خود بر سر عشق به یک زن جذاب و خارجی به چالش کشیده می‌شود.
لوکاس در جوانی عاشق یک دختر عرب مراکشی بنام جید (به معنای یشم سبز در زبان زبان عربی) می‌شود که این زن جوان بر سر انتخاب میان ارزش‌های دنیای غرب و ارزش‌های اسلامی و عربی دچار مشکل شده‌است. جید به اجبار عمویش علی رشید با سعید ازدواج می‌کند و لوکاس که از او ناامید شده برای فراموش کردن جید با ماریسا که نامزد برادر دوقلوی از دنیا رفته‌اش بود ازدواج می‌کند. اما دکتر آلبیری که دوست پدر لوکاس است و در آزمایشگاه خودش حیوانات را شبیه‌سازی می‌کند به دلیل علاقه وافرش به برادر لوکاس، پنهانی تصمیم به شبیه‌سازی لوکاس می‌گیرد تا به خیال خود برادر مردهٔ لوکاس را زنده کند تا بر مرگ پیروز شود و همسان او را در رحم زنی سیاه‌پوست به نام دورا قرار می‌دهد و به از به دنیا آمدن همسان لوکاس نام او را دانیل اسوالدو می‌گذارند. جید پس از بیست سال لوکاس و همسان جوان او را ملاقات می‌کند و دچار سردرگمی می‌شود.

## بازیگران
- موریسیو اوچمن در نقش لوکاس / دیه گو / اسوالدو دانیل
- ساندرا اچوریا در نقش جید
- سائول لیسازو در نقش لئوناردو فرر
- روبرتو مول در نقش آگوستو آلبیری
- گرالدین زیویک در نقش کریستینا
- آندریا لوپز در نقش ماریسا
- جوان پابلو ربا در نقش سعید
- دانیل لوگو در نقش عمو علی
- لوسی مارتینز تلو در نقش مامان روزا
- کارلوس باربوسا در نقش عمو عبدل
- استلا لینگاس در نقش زریده
- میجایل بوردون در نقش محمد
- آدریانا رومرو در نقش لویسا
- آندریا مونته‌نگرو در نقش نظیره
- کارلا گیرالدو در نقش لطیفه
- تیبریو کروز در نقش زین
- پدرو تلماکو در نقش اسوالدو مدینا
- ایندرا سیرانو در نقش دورا پادیلا
- ایبل رودریگز در نقش انریکه
- گری فوررو در نقش پابلو